# Bathysauropsis malayanus
Bathysauropsis malayanus — вид авлопоподібних риб родини Bathysauropsidae.

## Поширення
Це глибоководний вид, що поширений на глибині 1500-3000 м у тропічних морях на заході Тихого океану біля берегів Індонезії.